# Liste des rivières d'Andorre

Carte des bassins hydrographiques de l'Andorre :
Valira del Nord
Valira d'Orient
Gran Valira
Ariège
Riu de la Llosa

Cet article présente une liste des principales rivières d'Andorre, telle qu'établie par l'Institut d'Estudis Andorrans. Toutes ces rivières sont protégées par la loi.
L'Andorre est, du point de vue hydrologique, constituée essentiellement du bassin versant de la Valira, ainsi que d'une petite partie de celui de l'Ariège. Il est d'usage de considérer la Valira en trois parties : la Valira del Nord et la Valira d'Orient, deux cours d'eau qui se rejoignent pour former la Valira proprement dite, également appelée Gran Valira.
Les eaux d'Andorre s'écoulent essentiellement, via la Valira, qui rejoint en Catalogne le Sègre. Ce dernier est un affluent de l'Èbre qui se déverse dans la mer Méditerranée. Les eaux de l'Ariège forment la frontière entre Andorre et la France, s'écoulent vers le nord pour se jeter dans la Garonne en amont de Toulouse et enfin dans l'océan Atlantique.

## Bassin de la Valira
| Nom                                     | Affluent de            | Longueur / Alt. source-embouchure (m) | Localisation                | Code     | Image         |
| --------------------------------------- | ---------------------- | ------------------------------------- | --------------------------- | -------- | ------------- |
| Valira                                  | Sègre                  | 12.345 1.021-842                      | 42° 26′ 08″ N, 1° 28′ 21″ E | IEA-R-1  | Valira        |
| Riu Runer                               | Riu Valira             | 4.940 1.995-842                       | 42° 26′ 08″ N, 1° 28′ 21″ E | IEA-R-4  | Riu Runer     |
| Riu del Llosar, de la Fontaneda o Negre | Riu Valira             | 4.049 1.750-865                       | 42° 27′ 02″ N, 1° 29′ 05″ E | IEA-R-5  |               |
| Riu d'Aubinyà                           | Riu Valira             | 10.012 2.558-880                      | 42° 27′ 31″ N, 1° 29′ 15″ E | IEA-R-6  | Riu d'Aubinyà |
| Riu de la Peguera                       | Riu d'Aubinyà          | 3.578 2.622-1.415                     | 42° 27′ 19″ N, 1° 31′ 18″ E | IEA-R-9  |               |
| Riu de les Castelletes                  | Riu d'Aubinyà          | 1.401 2.295-1.671                     | 42° 26′ 51″ N, 1° 31′ 57″ E | IEA-R-7  |               |
| Riu de Caborreu                         | Riu de les Castelletes | 1.400 2.485-1.884                     | 42° 26′ 52″ N, 1° 32′ 23″ E | IEA-R-8  |               |
| Riu d'Aixirivall                        | Riu Valira             | 5.461 2.587-897                       | 42° 27′ 52″ N, 1° 29′ 37″ E | IEA-R-12 |               |
| Riu de Llumeneres                       | Riu d'Aixirivall       | 4.400 2.339-936                       | 42° 27′ 56″ N, 1° 29′ 43″ E | IEA-R-11 |               |
| Riu d'Os                                | Riu Valira             | 15.393 2.432-921                      | 42° 28′ 33″ N, 1° 29′ 24″ E | IEA-R-13 | Riu d'Os      |
| Riu d'Enclar                            | Riu Valira             | 3.746 2.389-966                       | 42° 29′ 27″ N, 1° 29′ 41″ E | IEA-R-14 | Riu d'Enclar  |
| Canal dels Maians                       | Riu Valira             | 2.138 1.629-989                       | 42° 30′ 09″ N, 1° 31′ 02″ E | IEA-R-18 |               |
| Canal de la Font del Cuc                | Canal dels Maians      | 642 1.596-1.265                       | 42° 29′ 42″ N, 1° 31′ 22″ E | IEA-R-16 |               |
| Riu de la Comella                       | Riu Valira             | 4.990 2.335-993                       | 42° 29′ 57″ N, 1° 31′ 16″ E | IEA-R-15 |               |
| Riu de l'Avier                          | Riu de la Comella      | 2.359 2.295-1.299                     | 42° 29′ 55″ N, 1° 31′ 49″ E | IEA-R-19 |               |

## Bassin de la Valira del Nord
| Nom                     | Affluent de         | Longueur / Alt. source-embouchure (m) | Localisation                | Code     | Image               |
| ----------------------- | ------------------- | ------------------------------------- | --------------------------- | -------- | ------------------- |
| Riu Valira del Nord     | Riu Valira          | 14.580 1.495-1.021                    | 42° 30′ 43″ N, 1° 32′ 10″ E | IEA-R-3  | Riu Valira del Nord |
| Riu de Montaner         | Riu Valira del Nord | 4.951 1.998-1.142                     | 42° 31′ 49″ N, 1° 31′ 16″ E | IEA-R-37 |                     |
| Riu dels Cortals        | Riu Valira del Nord | 2.558 1.825-1.173                     | 42° 32′ 11″ N, 1° 31′ 25″ E | IEA-R-38 |                     |
| Riu d'Arinsal           | Riu Valira del Nord | 3.056 1.335-1.210                     | 42° 32′ 41″ N, 1° 31′ 02″ E | IEA-R-39 |                     |
| Riu de Pal              | Riu d'Arinsal       | 6.231 2.239-1.335                     | 42° 33′ 40″ N, 1° 29′ 47″ E | IEA-R-40 |                     |
| Riu del Prat del Bosc   | Riu de Pal          | 2.037 2.016-1.529                     | 42° 32′ 38″ N, 1° 28′ 40″ E | IEA-R-56 |                     |
| Riu Pollós              | Riu d'Arinsal       | 3.900 1.758-1.335                     | 42° 33′ 42″ N, 1° 29′ 47″ E | IEA-R-41 |                     |
| Riu de Comallempla      | Riu Pollós          | 3.373 2.496-1.519                     | 42° 34′ 37″ N, 1° 28′ 49″ E | IEA-R-57 |                     |
| Riu de Coma Pedrosa     | Riu Pollós          | 4.285 2.805-1.758                     | 42° 35′ 00″ N, 1° 27′ 57″ E | IEA-R-43 | Riu de Coma Pedrosa |
| Riu d'Areny             | Riu Pollós          | 1.513 2.044-1.758                     | 42° 35′ 00″ N, 1° 27′ 56″ E | IEA-R-44 |                     |
| Riu del Bancal Vedeller | Riu d'Areny         | 1.422 2.631-2.044                     | 42° 35′ 40″ N, 1° 27′ 40″ E | IEA-R-58 |                     |
| Riu de Montmantell      | Riu d'Areny         | 1.507 2.535-2.044                     | 42° 35′ 41″ N, 1° 27′ 42″ E | IEA-R-45 |                     |
| Riu de Segudet          | Riu Valira del Nord | 3.678 1.941-1.261                     | 42° 33′ 24″ N, 1° 31′ 53″ E | IEA-R-59 | Riu de Segudet      |
| Riu de l'Ensegur        | Riu Valira del Nord | 4.539 2.609-1.404                     | 42° 35′ 43″ N, 1° 31′ 43″ E | IEA-R-47 |                     |
| Riu de l'Angonella      | Riu Valira del Nord | 5.586 2.643-1.404                     | 42° 35′ 44″ N, 1° 31′ 38″ E | IEA-R-46 | Riu de l'Angonella  |
| Riu de Tristaina        | Riu Valira del Nord | 5.753 2.287-1.495                     | 42° 36′ 57″ N, 1° 32′ 17″ E | IEA-R-48 | Riu de Tristaina    |
| Riu d'Arcalís           | Riu de Tristaina    | 1.839 2.354-1.875                     | 42° 37′ 57″ N, 1° 30′ 15″ E | IEA-R-62 |                     |
| Riu de Rialb            | Riu Valira del Nord | 6.049 2.422-1.495                     | 42° 36′ 58″ N, 1° 32′ 20″ E | IEA-R-50 | Riu de Rialb        |
| Riu de Sorteny          | Riu de Rialb        | 2.534 2.067-1.694                     | 42° 37′ 26″ N, 1° 32′ 57″ E | IEA-R-49 | Riu de Sorteny      |
| Riu de la Serrera       | Riu de Sorteny      | 3.010 2.765-2.067                     | 42° 37′ 22″ N, 1° 34′ 36″ E | IEA-R-61 |                     |
| Riu de la Cebollera     | Riu de Sorteny      | 1.669 2.521-2.067                     | 42° 37′ 25″ N, 1° 34′ 38″ E | IEA-R-60 |                     |
| Torrent del Forn        | Riu de Rialb        | 1.614 2.521-2.001                     | 42° 38′ 34″ N, 1° 33′ 39″ E | IEA-R-17 |                     |

## Bassin de la Valira d'Orient
| Nom                       | Affluent de         | Longueur / Alt. source-embouchure (m) | Localisation                | Code     | Image                     |
| ------------------------- | ------------------- | ------------------------------------- | --------------------------- | -------- | ------------------------- |
| Riu Valira d'Orient       | Riu Valira          | 24.102 2.108-1.021                    | 42° 30′ 41″ N, 1° 32′ 11″ E | IEA-R-2  | Riu Valira d'Orient       |
| Riu Madriu                | Riu Valira d'Orient | 12.458 2.658-1.056                    | 42° 30′ 34″ N, 1° 32′ 43″ E | IEA-R-20 | Riu Madriu                |
| Riu de Perafita           | Riu Madriu          | 5.300 2.467-1.420                     | 42° 29′ 49″ N, 1° 33′ 30″ E | IEA-R-21 |                           |
| Riu de Claror             | Riu de Perafita     | 3.510 2.500-2.000                     | 42° 28′ 23″ N, 1° 34′ 08″ E | IEA-R-22 |                           |
| Riu Aixec                 | Riu Valira d'Orient | 407 1.333-1.273                       | 42° 32′ 15″ N, 1° 35′ 07″ E | IEA-R-53 |                           |
| Riu dels Cortals d'Encamp | Riu Aixec           | 6.591 2.404-1.333                     | 42° 32′ 08″ N, 1° 35′ 21″ E | IEA-R-23 | Riu dels Cortals d'Encamp |
| Riu de la Serrera         | Riu Aixec           | 458 1.421-1.333                       | 42° 32′ 06″ N, 1° 35′ 20″ E | IEA-R-27 |                           |
| Riu de les Agols          | Riu de la Serrera   | 3.112 2.229-1.421                     | 42° 31′ 54″ N, 1° 35′ 32″ E | IEA-R-26 |                           |
| Riu de les Pardines       | Riu de la Serrera   | 1.977 1.832-1.421                     | 42° 31′ 56″ N, 1° 35′ 33″ E | IEA-R-52 |                           |
| Riu de la Coma dels Llops | Riu de les Pardines | 3.687 2.733-1.832                     | 42° 31′ 39″ N, 1° 36′ 36″ E | IEA-R-24 |                           |
| Riu d'Ensagents           | Riu de les Pardines | 3.213 2.506-1.832                     | 42° 31′ 40″ N, 1° 36′ 39″ E | IEA-R-25 |                           |
| Riu del Forn              | Riu Valira d'Orient | 2.431 2.019-1.421                     | 42° 33′ 28″ N, 1° 35′ 25″ E | IEA-R-28 |                           |
| Riu de Montaup            | Riu Valira d'Orient | 4.359 2.432-1.522                     | 42° 33′ 58″ N, 1° 35′ 57″ E | IEA-R-29 | Riu de Montaup            |
| Riu de la Vall del Riu    | Riu Valira d'Orient | 4.456 2.533-1.549                     | 42° 34′ 21″ N, 1° 36′ 51″ E | IEA-R-30 | Riu de la Vall del Riu    |
| Riu de la Coma            | Riu Valira d'Orient | 7.292 2.618-1.637                     | 42° 34′ 46″ N, 1° 38′ 22″ E | IEA-R-31 | Riu de la Coma            |
| Riu d'Incles              | Riu Valira d'Orient | 4.250 1.836-1.700                     | 42° 34′ 39″ N, 1° 39′ 21″ E | IEA-R-32 | Riu d'Incles              |
| Riu del Manegor           | Riu d'Incles        | 2.720 2.312-1.836                     | 42° 36′ 10″ N, 1° 41′ 14″ E | IEA-R-36 | Riu del Manegor           |
| Riu de Juclar             | Riu d'Incles        | 2.796 2.297-1.836                     | 42° 36′ 07″ N, 1° 41′ 16″ E | IEA-R-35 |                           |
| Riu dels Colells          | Riu Valira d'Orient | 1.158 2.286-2.108                     | 42° 31′ 45″ N, 1° 41′ 49″ E | IEA-R-55 |                           |
| Riu dels Pessons          | Riu Valira d'Orient | 1.153 2.347-2.108                     | 42° 31′ 46″ N, 1° 41′ 46″ E | IEA-R-54 |                           |

## Bassin de l'Ariège
| Nom               | Affluent de | Longueur / Alt. source-embouchure (m) | Localisation                | Code     | Image |
| ----------------- | ----------- | ------------------------------------- | --------------------------- | -------- | ----- |
| Ariège            | Garonne     | 11.299 2.258-1.575                    | 42° 34′ 27″ N, 1° 47′ 11″ E | IEA-R-33 |       |
| Riu de Sant Josep | Ariège      | 4.721 2.517-1.773                     | 42° 33′ 53″ N, 1° 45′ 09″ E | IEA-R-34 |       |